# کلیسای جامع لا لاگونا
کلیسای جامع لا لاگونا (اسپانیایی: Catedral de San Cristóbal de La Laguna‎) یک کلیسای جامع کاتولیک در تنریف، اسپانیا است.
این کلیسا که در سال ۱۹۱۵ با معماری نئوکلاسیک و معماری نئوگوتیک ساخته شده دارای دو برج به ارتفاع ۴۱٫۵ متر است.

## نگارخانه

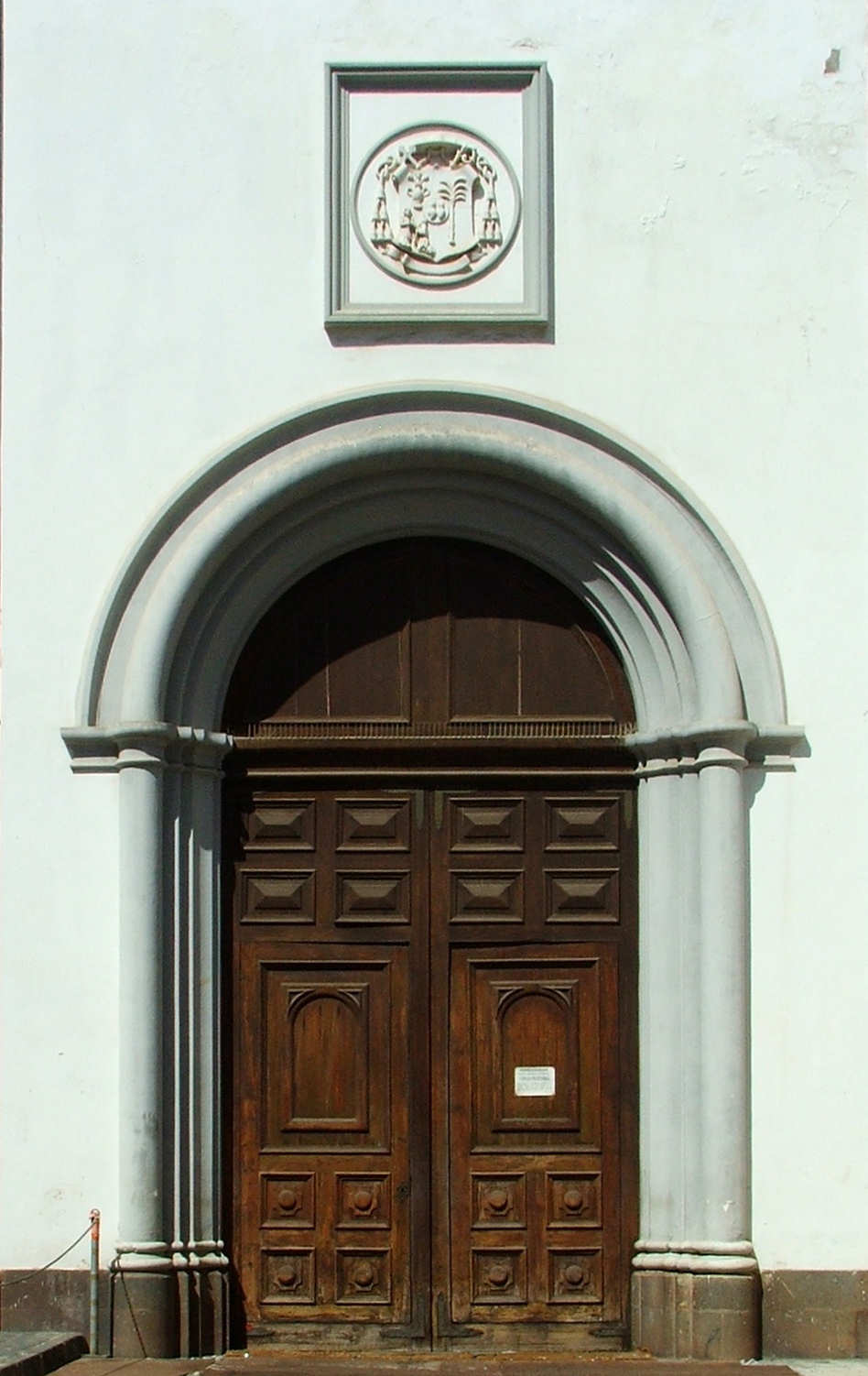
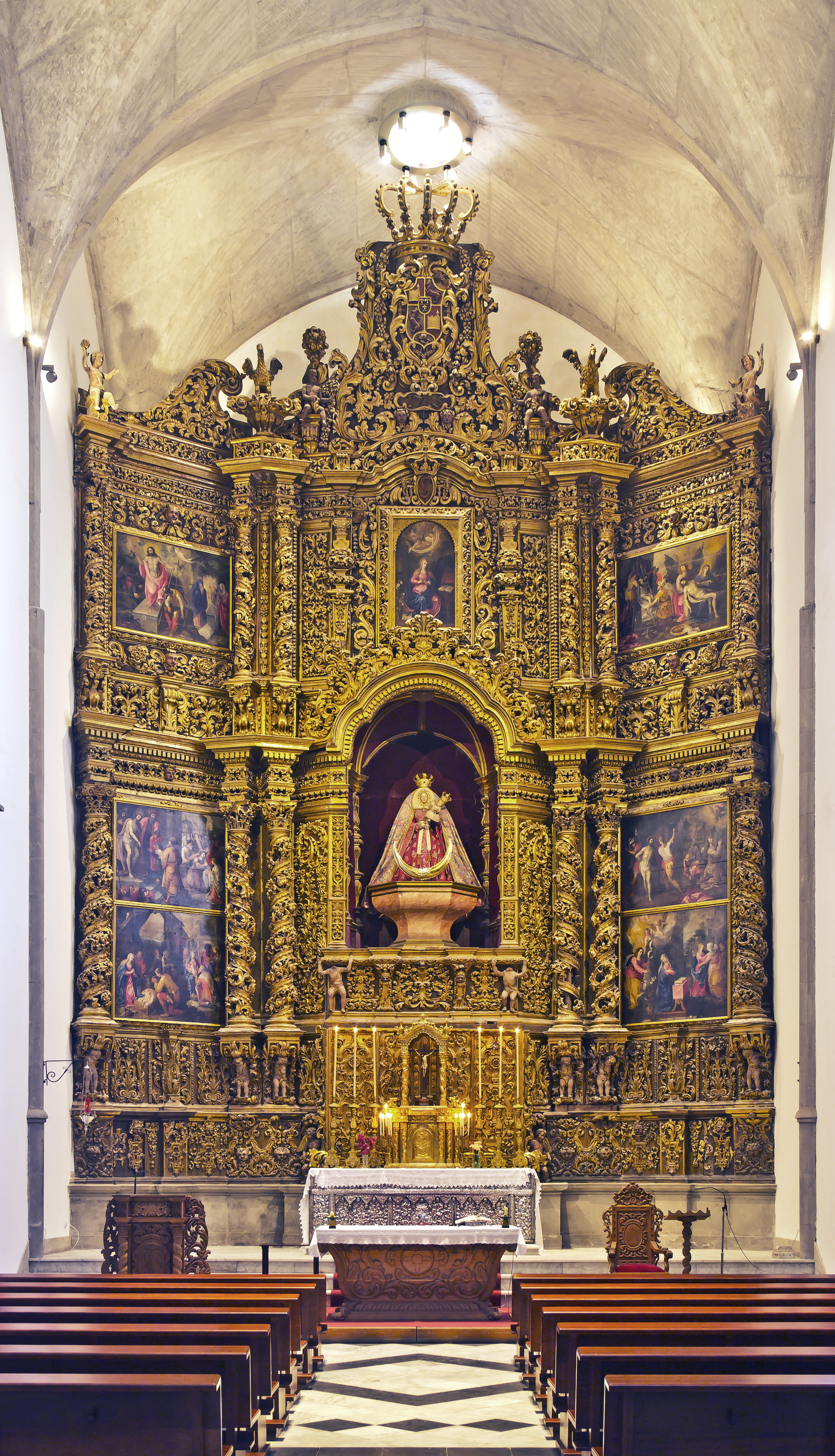
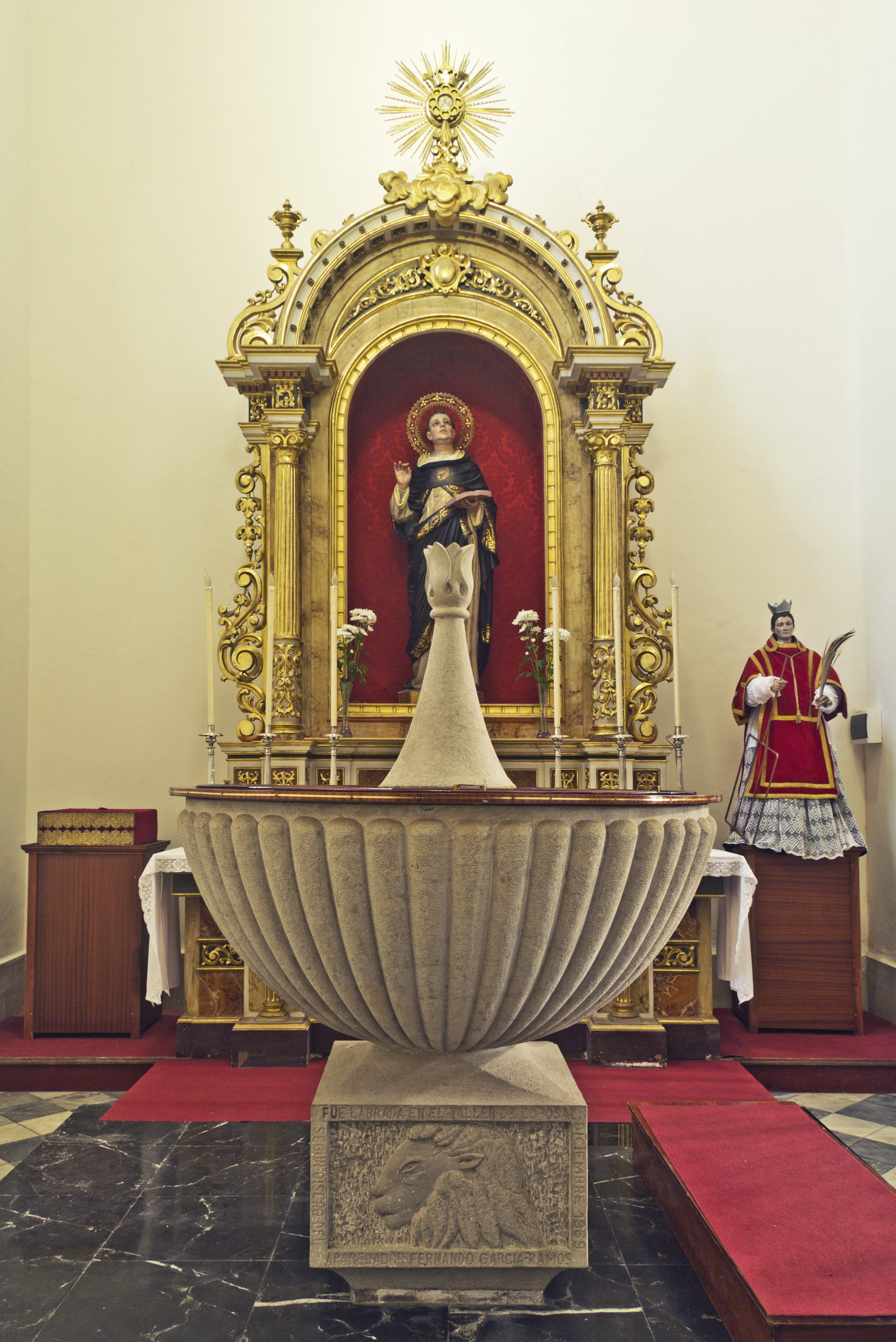
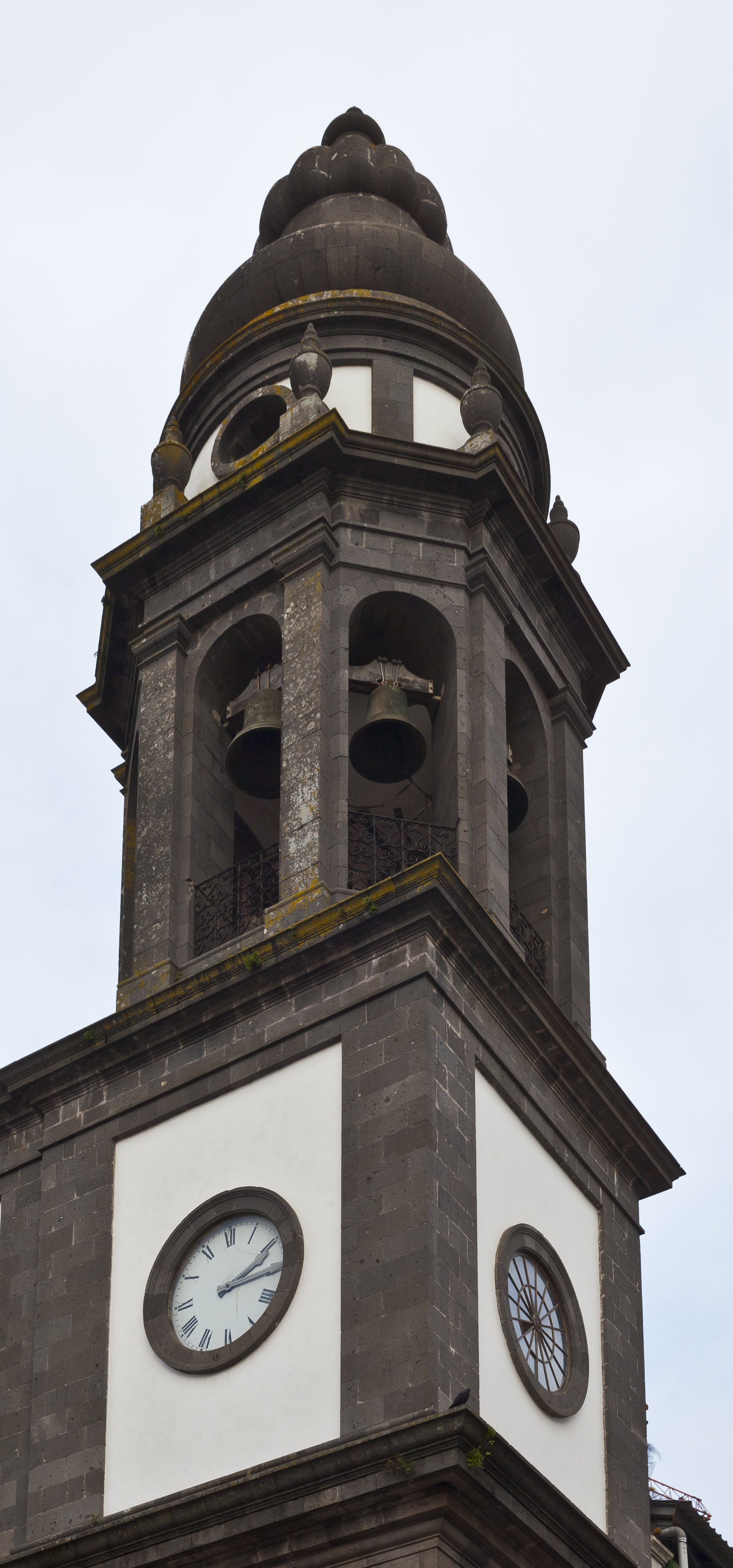
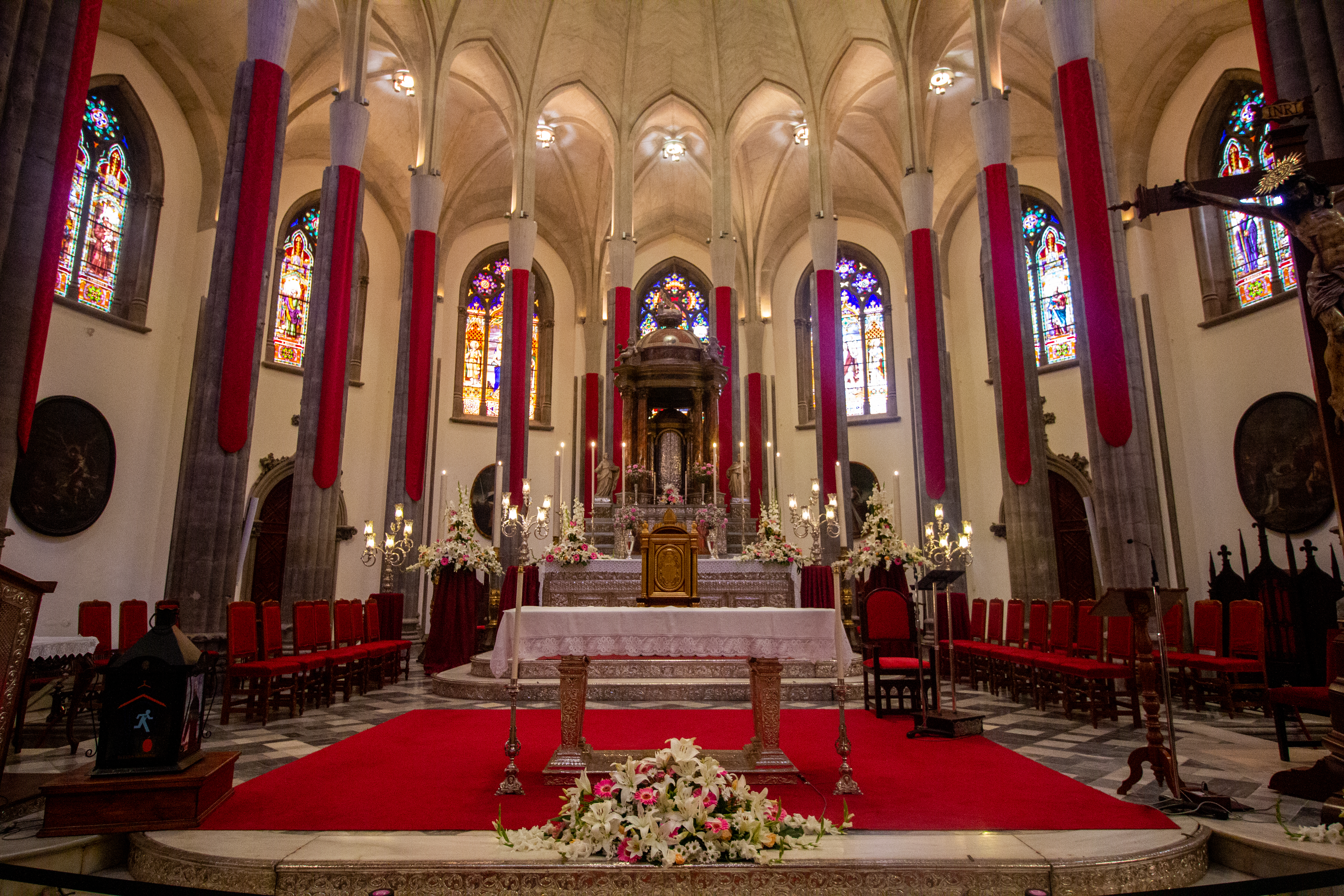